# Список воинов, удостоенных звания Героя Советского Союза и Героя России за подвиги в Сталинградской битве

## Герои Советского Союза
Список воинов, удостоенных звания Героя Советского Союза за боевые подвиги в Сталинградской битве
| № п/п | Фамилия, имя, отчество            | Год рожд. | Воинское звание, должность, подразделение, часть, соединение на день присвоения звания                                                                              | Дата присвоения звания |
| ----- | --------------------------------- | --------- | --- | ---------------------- |
| 1     | Алкидов, Владимир Яковлевич       | 1920      | Лейтенант, командир авиазвена 434-го истребительного авиационного полка                                                                                             | 12 августа 1942        |
| 2     | Баранов, Михаил Дмитриевич        | 1921      | Старший лейтенант, командир авиазвена 183-го истребительного авиационного полка                                                                                     | 12 августа 1942        |
| 3     | Голубев, Виктор Максимович        | 1915      | Старший лейтенант, командир авиазвена 285-го штурмового авиационного полка                                                                                          | 12 августа 1942        |
| 5     | Мартынов, Александр Васильевич    | 1919      | Старший лейтенант, заместитель командира авиаэскадрильи 296-го истребительного авиационного полка                                                                   | 12 августа 1942        |
| 6     | Пушкин, Анатолий Иванович         | 1915      | Майор, командир 52-го ближнебомбардировочного авиационного полка 76-й смешанной авиадивизии                                                                         | 12 августа 1942        |
| 7     | Андреев, Николай Родионович       | 1921      | Лейтенант, командир танкового взвода 1-го танкового батальона 6-й гвардейской танковой бригады                                                                      | 5 ноября 1942          |
| 8     | Болото, Пётр Осипович             | 1909      | Гвардии младший сержант, 1-й номер расчета ПТР 84-го гвардейского стрелкового полка 33-й гвардейской стрелковой дивизии                                             | 5 ноября 1942          |
| 9     | Быстрых, Борис Степанович         | 1916      | Старший лейтенант, временно исполняющий должность командира авиазвена 99-го ближнебомбардировочного авиационного полка                                              | 5 ноября 1942          |
| 10    | Герасимов, Иннокентий Петрович    | 1918      | Политрук, военком роты противотанковых ружей 101-го гвардейского стрелкового полка 35-й гвардейской стрелковой дивизии                                              | 5 ноября 1942          |
| 11    | Ермаков, Афанасий Иванович        | 1905      | Красноармеец, пулеметчик 716-го стрелкового полка 157-й стрелковой дивизии                                                                                          | 5 ноября 1942          |
| 12    | Землянский, Владимир Васильевич   | 1906      | Майор, командир 622-го штурмового авиационного полка 228-й штурмовой авиадивизии                                                                                    | 5 ноября 1942          |
| 13    | Игнашкин, Гавриил Иванович        | 1917      | Лейтенант, командир 1-й авиаэскадрильи 431-го штурмового авиационного полка 228-й штурмовой авиационной дивизии                                                     | 5 ноября 1942          |
| 14    | Кочетков, Николай Павлович        | 1918      | Старший лейтенант, заместитель командира авиаэскадрильи 686-го штурмового авиационного полка 206-й штурмовой авиадивизии                                            | 5 ноября 1942          |
| 16    | Смирнов, Алексей Пантелеевич      | 1917      | Капитан, командир авиаэскадрильи 99-го ближне-бомбардировочного авиационного полка                                                                                  | 5 ноября 1942          |
| 17    | Бабков, Василий Петрович          | 1918      | Капитан, штурман 334-го истребительного авиационного полка | 23 ноября 1942         |
| 18    | Баклан, Андрей Яковлевич          | 1917      | Старший лейтенант, командир авиазвена 434-го истребительного авиационного полка                                                                                     | 23 ноября 1942         |
| 19    | Карначенок, Николай Александрович | 1922      | Лейтенант, командир авиазвена 434-го истребительного авиационного полка                                                                                             | 23 ноября 1942         |
| 20    | Полбин, Иван Семёнович            | 1905      | Подполковник, командир 150-го бомбардировочного авиационного полка                                                                                                  | 23 ноября 1942         |
| 21    | Кузнецов, Александр Александрович | 1915      | Капитан, командир стрелкового батальона 119-го гвардейского стрелкового полка 40-й гвардейской стрелковой дивизии                                                   | 2 декабря 1942         |
| 22    | Хвастанцев, Михаил Поликарпович   | 1919      | сержант, исполняющий должность командира огневого взвода 43-го гвардейского артиллерийского полка                                                                   | 2 декабря 1942         |
| 23    | Асланов, Ази Агадович             | 1910      | Подполковник, командир 55-го отдельного танкового полка | 22 декабря 1942        |
| 24    | Диасамидзе, Михаил Степанович     | 1913      | Подполковник, командир 1378-го стрелкового полка 87-й стрелковой дивизии                                                                                            | 22 декабря 1942        |
| 25    | Позолотин, Тимофей Семёнович      | 1908      | Подполковник, командир 17-го отдельного гвардейского танкового полка 1-го гвардейского механизированного корпуса                                                    | 26 декабря 1942        |
| 27    | Андреев, Иван Фёдорович           | 1910      | Капитан, командир авиазвена 1-й авиаэскадрильи 2-го гвардейского авиационного полка дальнего действия                                                               | 31 декабря 1942        |
| 25    | Молодчий, Александр Игнатьевич    | 1920      | Младший лейтенант, заместитель командира авиаэскадрильи 420-го дальнебомбардировочного авиационного полка                                                           | 31 декабря 1942        |
| 26    | Макаров, Валентин Николаевич      | 1919      | Капитан, командир авиаэскадрильи 512-го истребительного авиационного полка 220-й истребительной авиадивизии                                                         | 28 января 1943         |
| 27    | Моторный Иван Порфирьевич         | 1918      | Капитан, командир 512-го истребительного авиационного полка 220-го истребительной авиадивизии                                                                       | 28 января 1943         |
| 28    | Семенюк, Захар Владимирович       | 1919      | Капитан, летчик-инспектор по технике пилотирования 220-й истребительной авиадивизии                                                                                 | 28 января 1943         |
| 29    | Гультяев, Григорий Капитонович    | 1922      | Лейтенант, заместитель командира авиаэскадрильи 788-го истребительного авиационного полка 102-й истребительной авиадивизии                                          | 3 февраля 1943         |
| 30    | Клименко, Иван Иванович           | 1914      | Лейтенант, командир танковой роты 152-го танкового батальона 69-й танковой бригады                                                                                  | 4 февраля 1943         |
| 31    | Лебедев, Николай Александрович    | 1914      | Старший лейтенант, старший адъютант 152-го танкового батальона 69-й танковой бригады                                                                                | 4 февраля 1943         |
| 32    | Прованов, Григорий Васильевич     | 1901      | Подполковник, командир 69-й танковой бригады | 4 февраля 1943         |
| 33    | Родин, Алексей Григорьевич        | 1902      | Генерал-лейтенант танковых войск, командир 1-го гвардейского танкового корпуса                                                                                      | 7 февраля 1943         |
| 34    | Башкиров, Вячеслав Филиппович     | 1915      | Политрук, военком авиаэскадрильи 788-го истребительного авиационного полка 102-й истребительной авиадивизии                                                         | 8 февраля 1943         |
| 35    | Евсеев, Евгений Архипович         | 1919      | Лейтенант, пилот 629-го истребительного авиационного полка 102-й истребительной авиадивизии                                                                         | 8 февраля 1943         |
| 36    | Ильин, Николай Яковлевич          | 1922      | Заместитель политрука, снайпер 1-й стрелковой роты 50-го гвардейского стрелкового полка 15-й гвардейской стрелковой дивизии                                         | 8 февраля 1943         |
| 37    | Корольков, Иван Иванович          | 1915      | Старший лейтенант, командир роты танков KB 1-го танкового батальона 133-й танковой бригады                                                                          | 8 февраля 1943         |
| 38    | Павлов, Сергей Михайлович         | 1920      | Капитан, командир танковой роты KB 2-го танкового батальона 133-й танковой бригады                                                                                  | 8 февраля 1943         |
| 39    | Савельев, Константин Иванович     | 1918      | Младший лейтенант, командир танка КВ 1-го танкового батальона 133-й танковой бригады                                                                                | 8 февраля 1943         |
| 40    | Смирнов, Виктор Петрович          | 1921      | Старшина, пилот 629-го истребительного авиационного полка 102-й истребительной авиадивизии                                                                          | 8 февраля 1943         |
| 41    | Столяров, Николай Иванович        | 1919      | Лейтенант, заместитель командира авиаэскадрильи 629-го истребительного авиационного полка 102-й истребительной авиадивизии                                          | 8 февраля 1943         |
| 42    | Фёдоров, Фёдор Фёдорович          | 1920      | Старший лейтенант, заместитель командира авиаэскадрильи 629-го истребительного авиационного полка 102-й истребительной авиадивизии                                  | 8 февраля 1943         |
| 43    | Хачин, Георгий Андреевич          | 1915      | Старший сержант, наводчик 45-мм пушек 149-й отдельной стрелковой бригады                                                                                            | 8 февраля 1943         |
| 44    | Ширяев, Всеволод Александрович    | 1911      | Капитан, командир 1-й авиаэскадрильи 806-го штурмового авиационного полка 289-й штурмовой авиадивизии                                                               | 8 февраля 1943         |
| 45    | Белик, Пётр Алексеевич            | 1909      | Подполковник, командир 8-го отдельного мотоциклетного полка | 14 февраля 1943        |
| 46    | Докукин, Иван Архипович           | 1920      | Лейтенант, заместитель командира авиаэскадрильи 504-го штурмового авиационного полка 226-й штурмовой авиадивизии                                                    | 14 февраля 1943        |
| 47    | Дымченко, Петр Леонтьевич         | 1917      | Лейтенант, заместитель командира 1-й авиаэскадрильи 629-го истребительного авиационного полка 288-й истребительной авиадивизии                                      | 14 февраля 1943        |
| 48    | Козлов, Николай Александрович     | 1917      | Капитан, командир авиаэскадрильи 778-го истребительного авиационного полка 102-й истребительной авиадивизии                                                         | 14 февраля 1943        |
| 49    | Кузнецов, Михаил Арсентьевич      | 1919      | Старший лейтенант, заместитель командира роты автоматчиков 622-го гвардейского стрелкового полка 50-й гвардейской стрелковой дивизии                                | 14 февраля 1943        |
| 50    | Нечаев, Михаил Ефимович           | 1916      | Капитан, командир 2-го танкового батальона 130-й танковой бригады                                                                                                   | 14 февраля 1943        |
| 51    | Терентьев, Борис Иванович         | 1923      | Красноармеец, пулеметчик 619-го стрелкового полка 203-й стрелковой дивизии                                                                                          | 14 февраля 1943        |
| 52    | Филиппенко, Николай Михайлович    | 1907      | Полковник, командир 19-й танковой бригады | 14 февраля 1943        |
| 53    | Филиппов, Георгий Николаевич      | 1902      | Подполковник, командир 14-й мотострелковой бригады | 14 февраля 1943        |
| 54    | Шавурин, Пётр Иванович            | 1918      | Старший лейтенант, заместитель командира эскадрильи 722-го истребительного авиационного полка                                                                       | 14 февраля 1943        |
| 55    | Анискин, Александр Дмитриевич     | 1918      | Гвардии старший лейтенант, старший лётчик 32-го гвардейского истребительного авиационного полка 210-й истребительной авиадивизии                                    | 22 февраля 1943        |
| 56    | Зайцев, Василий Григорьевич       | 1915      | Младший лейтенант, снайпер 1047-го стрелкового полка 284-й стрелковой дивизии                                                                                       | 22 февраля 1943        |
| 57    | Барашев, Дмитрий Иванович         | 1920      | Старший лейтенант, командир авиазвена 752-го авиационного полка 24-й авиадивизии дальнего действия                                                                  | 25 марта 1943          |
| 58    | Захаров, Сергей Иванович          | 1918      | Старший лейтенант, командир 752-го авиационного полка, 24-й авиадивизии дальнего действия                                                                           | 25 марта 1943          |
| 59    | Литвин, Иван Тимофеевич           | 1910      | Капитан, штурман экипажа 749-го авиационного полка 24-й авиадивизии дальнего действия                                                                               | 25 марта 1943          |
| 60    | Петров, Александр Фёдорович       | 1916      | Старший лейтенант, штурман авиазвена 752-го авиационного полка, 24-й авиадивизии дальнего действия                                                                  | 25 марта 1943          |
| 61    | Пономаренко, Алексей Никифорович  | 1914      | Гвардии Лейтенант, командир экипажа 4-го гварейского авиационного полка 62-й авиадивизии дальнего действия                                                          | 25 марта 1943          |
| 62    | Сенько, Василий Васильевич        | 1921      | Младший лейтенант, штурман экипажа 752-го авиационного полка 24-й авиадивизии дальнего действия                                                                     | 25 марта 1943          |
| 63    | Тесаков, Николай Фёдорович        | 1918      | Младший лейтенант, летчик 749-го авиационного полка 24-й авиадивизии дальнего действия                                                                              | 25 марта 1943          |
| 64    | Чистов, Борис Петрович            | 1921      | Старший лейтенант, летчик 749-го авиационного полка 24-й авиадивизии дальнего действия                                                                              | 25 марта 1943          |
| 65    | Абдиров, Нуркен                   | 1919      | сержант, пилот 808-го штурмового авиационного полка 267-й штурмовой авиадивизии                                                                                     | 31 марта 1943          |
| 66    | Алексеев, Борис Павлович          | 1913      | Младший лейтенант, заместитель командира 2-й авиаэскадрильи 808-го штурмового авиационного полка 267-й штурмовой авиадивизии                                        | 31 марта 1943          |
| 67    | Головненков, Александр Павлович   | 1920      | Лейтенант, командир танка Т-34 139-го танкового полка 13-го танковой бригады                                                                                        | 31 марта 1943          |
| 68    | Калинин, Гавриил Григорьевич      | 1922      | Младший лейтенант, командир танка Т-34 441-го отдельного танкового батальона 110-й танковой бригады                                                                 | 31 марта 1943          |
| 69    | Лубянецкий, Иван Федосеевич       | 1914      | Старший лейтенант, командир 322-го танкового батальона 115-й танковой бригады                                                                                       | 31 марта 1943          |
| 70    | Манойлов, Иван Антонович          | 1910      | Старший лейтенант, заместитель командира авиаэскадрильи 774-го истребительного авиационного полка 282-й истребительной авиадивизии                                  | 31 марта 1943          |
| 71    | Овчинников, Владимир Сергеевич    | 1914      | Гвардии Майор, заместитель командира 113-го гвардейского стрелкового полка 38-й гвардейской стрелковой дивизии                                                      | 31 марта 1943          |
| 72    | Прокатов, Василий Николаевич      | 1923      | Сержант, командир стрелкового отделения 1-го стрелкового батальона 1180-го стрелкового полка 350-й стрелковой дивизии                                               | 31 марта 1943          |
| 73    | Сергеев, Николай Александрович    | 1913      | Подполковник, командир 20-го гвардейского танкового полка 3-й гвардейской истребительной бригады 1-го гвардейского механизированного корпуса                        | 31 марта 1943          |
| 74    | Нурадилов, Ханпаша Нурадилович    | 1920      | Сержант, командир пулеметного взвода 5-й гвардейской кавалерийской дивизии                                                                                          | 17 апреля 1943         |
| 75    | Павлов, Дмитрий Иванович          | 1907      | Гвардии старший сержант, помощник командира стрелкового взвода 3-го стрелкового батальона 812-го гвардейского стрелкового полка 67-й гвардейской стрелковой дивизии | 17 апреля 1943         |
| 76    | Сердюков, Николай Филиппович      | 1924      | Младший сержант, командир стрелкового отделения 44-го гвардейского стрелкового полка 15-й гвардейской стрелковой дивизии                                            | 17 апреля 1943         |
| 77    | Спатаев, Карсыбай                 | 1918      | Красноармеец, заряжающий батареи 13-го отдельного конно-артиллерийского дивизиона 61-й кавалерийской дивизии                                                        | 17 апреля 1943         |
| 78    | Малозёмов, Иван Прокопьевич       | 1921      | Гвардии Лейтенант, командир танковой роты КВ 5-го отдельного танкового полка прорыва                                                                                | 21 апреля 1943         |
| 79    | Найденко, Василий Михайлович      | 1915      | Майор, командир 126-го истребительного авиационного полка | 21 апреля 1943         |
| 80    | Стриженко, Яков Алексеевич        | 1914      | Старший лейтенант, командир взвода тяжелых танков 14-го отдельного гвардейского танкового полка                                                                     | 21 апреля 1943         |
| 81    | Кузьмин, Георгий Павлович         | 1913      | Капитан, командир авиаэскадрильи 239-го истребительного авиационного полка 235-й истребительной авиадивизии                                                         | 28 апреля 1943         |
| 82    | Бородин, Алексей Иванович         | 1917      | Старший лейтенант, начальник воздушно-стрелковой службы 504-го штурмового авиационного полка 226-й штурмовой авиадивизии                                            | 1 мая 1943             |
| 83    | Глазов, Николай Елизарович        | 1919      | Гвардии Лейтенант, заместитель командира 1-й авиаэскадрильи 31-го гвардейского истребительного авиационного полка 268-й истребительной авиадивизии                  | 1 мая 1943             |
| 84    | Гнидо, Пётр Андреевич             | 1919      | Лейтенант, командир авиаэскадрильи 13-го истребительного авиационного полка 201-й истребительной авиадивизии                                                        | 1 мая 1943             |
| 85    | Данилов, Григорий Семёнович       | 1917      | Старший сержант, старший лётчик 807-го штурмового авиационного полка 206-й штурмовой авиадивизии                                                                    | 1 мая 1943             |
| 86    | Ефремов, Василий Сергеевич        | 1915      | Капитан, командир авиаэскадрильи 10-го гвардейского бомбардировочного авиационного полка 270-й бомбардировочной авиадивизии                                         | 1 мая 1943             |
| 87    | Ковачевич, Аркадий Фёдорович      | 1919      | Гвардии старший лейтенант, командир авиаэскадрильи 9-го гвардейского истребительного авиационного полка 269-й истребительной авиадивизии                            | 1 мая 1943             |
| 88    | Крупин, Андрей Петрович           | 1915      | Капитан, штурман авиаэскадрильи 99-го ближнебомбардировочного авиационного полка 223-й ближнебомбардировочной авиадивизии                                           | 1 мая 1943             |
| 89    | Лавринёнков, Владимир Дмитриевич  | 1919      | Младший лейтенант, заместитель командира авиаэскадрильи 9-го гвардейского истребительного авиационного полка 268-й истребительной авиадивизии                       | 1 мая 1943             |
| 90    | Прутков, Степан Дмитриевич        | 1911      | Майор, командир 504-го штурмового авиационного полка 226-й штурмовой авиадивизии                                                                                    | 1 мая 1943             |
| 91    | Решетов, Алексей Михайлович       | 1921      | Гвардии капитан, командир 1-й авиаэскадрильи 31-го гвардейского истребительного авиационного полка 268-й истребительной авиадивизии                                 | 1 мая 1943             |
| 92    | Савельев, Василий Антонович       | 1918      | Старший лейтенант, командир авиазвена 32-го гвардейского истребительного авиационного полка 210-й истребительной авиадивизии                                        | 1 мая 1943             |
| 93    | Смильский, Михаил Иванович        | 1920      | Старший лейтенант, командир авиаэскадрильи 504-го штурмового авиационного полка 226-й штурмовой авиадивизии                                                         | 1 мая 1943             |
| 94    | Соломатин, Алексей Фролович       | 1921      | Старший лейтенант, командир авиаэскадрильи 296-го истребительного авиационного полка 269-й истребительной авиадивизии                                               | 1 мая 1943             |
| 95    | Топорков, Яков Николаевич         | 1917      | Капитан, штурман 686-го штурмового авиационного полка 206-й штурмовой авиадивизии                                                                                   | 1 мая 1943             |
| 96    | Туриков, Алексей Митрофанович     | 1920      | Капитан, штурман авиаэскадрильи 99-го ближнебомбардировочного авиационного полка 223-й ближнебомбардировочной авиадивизии                                           | 1 мая 1943             |
| 97    | Тюленев, Фёдор Васильевич         | 1918      | Капитан, исполняющий должность штурмана 225-го штурмового авиационного полка 226-й штурмовой авиадивизии                                                            | 1 мая 1943             |
| 98    | Харитонов, Николай Васильевич     | 1920      | Старший лейтенант, заместитель командира авиаэскадрильи 520-го истребительного авиационного полка 283-й истребительной авиадивизии                                  | 1 мая 1943             |
| 99    | Хользунов, Алексей Иванович       | 1919      | Лейтенант, заместитель командира авиаэскадрильи 32-го гвардейского истребительного авиационного полка 210-й истребительной авиационной дивизии                      | 1 мая 1943             |
| 100   | Михеев, Владимир Михайлович       | 1915      | Лейтенант, заместитель командира роты автоматчиков по политчасти 128-го стрелкового полка 29-й стрелковой дивизии                                                   | 18 мая 1943            |
| 101   | Лобанов, Степан Иванович          | 1909      | Капитан, командир авиаэскадрильи 807-го штурмового авиационного полка 206-й штурмовой авиадивизии                                                                   | 24 мая 1943            |
| 102   | Хальзов, Виктор Степанович        | 1921      | Старший сержант, старший лётчик 686-го штурмового авиационного полка 206-го штурмовой авиадивизии                                                                   | 24 мая 1943            |
| 103   | Рябцов, Александр Васильевич      | 1917      | Лейтенант, заместитель командира разведроты 55-й механизированной бригады 6-го механизированного корпуса 2-й гвардейской армии                                      | 19 июня 1943           |
| 104   | Алелюхин, Алексей Васильевич      | 1920      | Капитан, командир авиаэскадрильи 19-го гвардейского истребительного авиационного полка                                                                              | 24 августа 1943        |
| 105   | Султан, Амет-хан                  | 1920      | Капитан, командир авиаэскадрильи 9-го гвардейского истребительного авиационного полка                                                                               | 24 августа 1943        |
| 106   | Бенделиани, Чичико Кайсарович     | 1913      | Гвардии Майор, штурман 54-го гвардейского истребительного авиационного полка                                                                                        | 24 августа 1943        |
| 107   | Бибишев, Иван Фролович            | 1921      | Лейтенант, заместитель командира авиаэскадрильи 59-го гвардейского штурмового авиационного полка                                                                    | 24 августа 1943        |
| 108   | Дранищев, Евгений Петрович        | 1918      | Гвардии старший лейтенант, заместитель командира авиаэскадрильи 9-го гвардейского истребительного авиационного полка 6-й гвардейской истребительной авиадивизии     | 24 августа 1943        |
| 109   | Дубенок, Геннадий Сергеевич       | 1920      | Гвардии капитан, командир авиаэскадрильи 53-го гвардейского истребительного авиационного полка 1-й гвардейской истребительной авиадивизии                           | 24 августа 1943        |
| 110   | Емельянов, Иван Алексеевич        | 1906      | Майор, командир 622-го штурмового авиационного полка 214-й штурмовой авиадивизии                                                                                    | 24 августа 1943        |
| 111   | Наумов, Пётр Изотович             | 1915      | Майор, летчик-инспектор по технике пилотирования 201-й истребительной авиадивизии                                                                                   | 24 августа 1943        |
| 112   | Ривкин, Борис Миронович           | 1919      | Гвардии Капитан, командир авиаэскадрильи 54-го гвардейского истребительного авиационного полка 1-й гвардейской истребительной авиадивизии                           | 24 августа 1943        |
| 113   | Рыбин, Иван Петрович              | 1909      | Майор, штурман 148-го истребительного авиационного полка 287-й истребительной авиадивизии                                                                           | 24 августа 1943        |
| 114   | Сержантов, Иван Яковлевич         | 1919      | Гвардии лейтенант, летчик-истребитель 9-го гвардейского истребительного авиационного полка 268-й гвардейской истребительной авиадивизии 8-й воздушной армии         | 24 августа 1943        |
| 115   | Фефилов, Яков Корнилович          | 1913      | Старший сержант, связной командира роты автоматчиков 222-го гвардейского стрелкового полка 72-й гвардейской стрелковой дивизии                                      | 27 августа 1943        |
| 116   | Вялых, Николай Алексеевич         | 1918      | Младший сержант, радист танка KB 344-го отдельного танкового батальона 91-й танковой бригады                                                                        | 23 сентября 1943       |
| 117   | Наумов, Алексей Фёдорович         | 1923      | Лейтенант, командир танка KB 344-го отдельного танкового батальона 91-й танковой бригады                                                                            | 23 сентября 1943       |
| 118   | Норицын, Пётр Михайлович          | 1903      | Младший сержант, командир орудия танка KB 344-го отдельного танкового батальона 91-й танковой бригады                                                               | 23 сентября 1943       |
| 119   | Смирнов, Павел Михайлович         | 1908      | Старшина, механик-водитель танка KB 344-го отдельного танкового батальона 91-й танковой бригады                                                                     | 23 сентября 1943       |
| 120   | Каплунов, Илья Макарович          | 1918      | Гвардии красноармеец, стрелок-бронебойщик 260-го гвардейского стрелкового полка 86-й гвардейской стрелковой дивизии                                                 | 26 октября 1943        |
| 121   | Власов, Николай Иванович          | 1916      | Подполковник, старший инспектор по истребительной авиации инспекции ВВС Красной Армии при заместителе НКО СССР                                                      | 23 ноября 1942         |
| 122   | Ромаев, Гаяз Галазкарович         | 1921      | Лейтенант, командир взвода пеших разведчиков 128-го гвардейского стрелкового полка 72-й гвардейской стрелковой дивизии                                              | 10 января 1944         |
| 123   | Павлов, Яков Фёдорович            | 1917      | Гвардии сержант, командир пулеметного отделения 42-го гвардейского стрелкового полка 13-й гвардейской стрелковой дивизии                                            | 27 июня 1945           |
| 124   | Руис Ибаррури, Рубен              | 1920      | Гвардии капитан, командир пульроты отдельного учебного батальона 35-й гвардейской стрелковой дивизии                                                                | 22 августа 1956        |
| 125   | Паникаха, Михаил Аверьянович      | 1918      | Красноармеец, заместитель командира отделения 1-й роты 1-го батальона 883-го стрелкового полка 193-й стрелковой дивизии                                             | 5 мая 1990             |
| 126   | Бадридьянов Гиляж Мухитдинович    | 1912      | Красноармеец 1-й роты 1-го батальона 883-го стрелкового полка 193-й стрелковой дивизии                                                                              | 5 мая 1989             |

## Герои России
Список воинов, удостоенных звания Героя Российской Федерации за боевые подвиги в битве под Сталинградом
| № п/п | Фамилия, имя, отчество            | Год рождения | Воинское звание, должность, подразделение, часть, соединение на день присвоения звания                                                        | Указа о присвоении          |
| ----- | --------------------------------- | ------------ | --- | --------------------------- |
| 1     | Абрамашвили, Николай Георгиевич   | 1918         | Капитан, летчик 273-го истребительного авиационного полка 268-й истребительной авиационной дивизии 8-й воздушной армии Сталинградского фронта | 21 сентября 1995 года, N961 |
| 2     | Ганус, Феодосий Григорьевич       | 1912         | Сержант, заряжающий танка КВ 344-го отдельного танкового батальона 91-й танковой бригады                                                      | 19 июля 1996 года, N948     |
| 3     | Качуевская, Наталья Александровна | 1922         | Санинструктор 105-го гвардейского стрелкового полка 34-й гвардейской стрелковой дивизии 28-й армии                                            | 12 мая 1997 года, N472      |
| 4     | Пассар, Максим Александрович      | 1923         | Старший сержант, снайпер 117-го стрелкового полка 23-й стрелковой дивизии                                                                     | 16 февраля 2010 года, N199  |